# Мечеть
Мече́ть (араб. مَسْجِد‎ [ˈmæsdʒɪd] — «место поклонения») — мусульманское молитвенное (богослужебное) архитектурное сооружение.

## Этимология
Общепринятая этимология слова «мечеть» производит его от «масджид» (мн. ч. — масаджид), в свою очередь происходящего от арабского корня с-дж-д" — падать ниц — в значении места, и означает «место поклонения», «место совершения земного поклона». Оно указывает на место, где верующий может поклониться Богу во время молитвы, и не предполагает ничего, кроме ритуально чистого пространства. Другое возможное происхождение слова от аль-масджид аль-джами — «пятничное, или соборное, моление».

## История
Мечеть служит местом сбора  мусульман для совершения коллективных  молитв. Кроме этого, мечети могут являться местами собрания народа, обучения основам  исламской религии и т. д.
Первой мечетью была Кааба. По словам  Мухаммада, после Каабы была построена мечеть аль-Акса в аль-Кудсе (Иерусалиме). Эти две мечети, а также мечеть Пророка в  Медине являются местами паломничества мусульман. В первые годы зарождения  ислама мусульмане совершали молитвы в специально отведённых для этого местах и зданиях в отдалённых районах Мекки. Сам  Пророк совершал молитвы и в окрестностях Каабы. Затем центром мусульманской общины  Мекки был дом аль-Аркама. После того, как Умар ибн аль-Хаттаб  принял ислам, мусульмане получили возможность совершения  намазов у Каабы.
Однако первой мечетью в Мекке считается дом сподвижника пророка Аммара ибн Ясира. Вторую мекканскую мечеть основал Абу Бакр. После совершения  хиджры пророк Мухаммад распорядился построить в пригороде Медины Кубе мечеть, относительно которой был ниспослан следующий аят  Корана: «…мечеть, основанная на богобоязненности с первого дня, — достойнее, чтобы ты в ней стоял». После неё была построена мечеть Пророка в Медине.

## Архитектура и элементы
По сложившейся постепенно традиции, мечеть представляет собой отдельно стоящее здание с куполом-гамбизом, иногда мечеть имеет внутренний двор (Мечеть Аль-Харам в Мекке). Флигелем к мечети пристраиваются башни-минареты числом от 1 до 9 (число минаретов должно быть меньше, чем в мечети аль-Харам). Молитвенный зал лишён  изображений, но на стенах могут быть начертаны строки из Корана на  арабском. Исключения встречаются редко: благодаря масштабному культу личности Ниязова, стены мечети Туркменбаши Рухы в Туркмении также украшены цитатами из книги «Рухнама». Стена,  обращённая к Мекке, отмечена пустой нишей, михрабом, в которой молится имам. Справа от михраба расположена кафедра-минбар, с которой проповедник имам читает свои проповеди верующим во время пятничной и праздничной молитвы. При мечетях, как правило, работают школы-медресе.
Уже в конце VII века установилось различие в зависимости от назначения и функций между:
- квартальная мечеть — мечеть ежедневной пятикратной молитвы;
- соборная джума-мечеть — мечеть для коллективной пятничной молитвы, совершаемой всей общиной;
- кабире — центральная столичная мечеть;
- мусалла (с перс. — «намазгох») — общегородская мечеть в виде открытой площади (для богослужений в праздники Курбан-байрам или Ураза-байрам).

Соборная мечеть переживает расцвет в эпоху Омейядов, когда её архитектурные формы и богатства декоративного убранства должны были продемонстрировать величие правителей и материальное благополучие, процветание мусульманской общины (уммы).
Параллельно с этим простые мечети приобретают большое разнообразие форм и часто имеют районное (квартальное) значение, выполняют роль придворного святилища встроенного во дворец правителя, служат местом ежедневной индивидуальной молитвы и проведения похорон.
У всех мусульманских культовых сооружений есть одна общая черта — они ориентированы строго на Каабу в Мекке. Это направление на Каабу называется кибла (с араб. — «то, что находится напротив»). Стена любого молитвенного здания, обращённая к Каабе, тоже называется кибла.
В зависимости от архитектуры мечети делятся на следующие типы:
- Мечеть с угловой постановкой минарета — в зодчестве казанских татар наиболее распространена в городской черте;
- Мечеть с двумя минаретами — купольное здание с главным входом, фланкированными двумя высокими цилиндрическими минаретами. Более характерна для Ближнего Востока и Средней Европы.

Обычно мечети представляют собой одно или двухэтажное здание с куполом и минаретами. Внутри мечетей устанавливаются минбары и михрабы. Недалеко от мечетей находятся общественные туалеты и специальные комнаты для совершения омовений (вуду).
- Михраб — ориентированная на Каабу ниша (плоская, условная или вогнутая), перекрытая аркой, небольшим сводом или конхой и вставленная в раму;
- Аназа («стрела») — стена, резная мраморная доска или деревянная ниша вблизи от входа в мечеть, своего рода михраб во дворе;
- Минбар — отличительный признак соборной мечети — кафедра, с которой имам (глава мусульманской общины) произносит пятничную проповедь, аналог амвона в раннехристианской и византийской базилике;
- Максура — её появление было обусловлено присутствием в мечети правителя или представителей административной власти. Это — квадратное в плане, отгороженное резным деревянным или металлическим простенком от основного пространства помещение в непосредственной близости от михраба и минбара;
- Дикка — специальные платформы, стоя на которых, муэдзины повторяют движения имама и тем самым направляют движения верующих;

Необходимость совершать перед входом в мечеть ритуальные омовения привела к появлению специально предназначенных для этого зал, помещений за пределами мечети или фонтанов во дворе, называемых хаузы.

## Этикет посещения мечети
- Если одежда посетителя не соответствует предписаниям ислама, мужчине могут предложить надеть халат, а женщине — хиджаб.
- Перед входом в молитвенный зал снимают обувь.
- Перед намазом надо обязательно совершить ритуальное омовение.
- Перед тем как присесть, мусульманам рекомендуется совершить намаз молитву приветствия мечети (тахият аль-масджид) или любой другой намаз.

## Факты
- Мечетью, самой высоко расположенной от поверхности Земли (хотя и не самой высокой в мире), является мечеть, занимающая один из верхних этажей Бурдж-Халифа (Дубай, ОАЭ) — самого высокого сооружения в мире[10].
- Самая северная в мире мечеть — Нурд-Камаль в Норильске[11].
- В 2012 году в Индии состоялось открытие Мадина Масджид (Стеклянной мечети) — первой и единственной мечети, полностью построенной из стекла. Залы молельного дома способны вместить одновременно более 2000 человек.
- Кошки являются единственными животными, которым доступен вход в мечеть[12].